# ヴィーンゴールヴ
ヴィーンゴールヴ、もしくはヴィンゴールヴ（古ノルド語: Víngólf、あるいはVingólf）は、北欧神話に出てくる宮殿のことである。
『ギュルヴィたぶらかし』には、次のような事が書いてある。
- 神は人間に息を与えるという最大のことをした。肉体が腐って土に返っても、焼かれて灰になっても、人間は生き続け、滅びることない。礼節をわきまえた人間は、生きたままギムレー、またはヴィーンゴールヴというところで、神々と暮らすのである。だが悪い人間はヘル（ヘルヘイム）へ行くのだ[2]。
- 万物の父（オーディン）は、アースガルズが作られた後、神殿を作った。それがグラズヘイムだ。さらに彼らはもう1つの館を作った。それは女神の神殿で非常に美しく、ヴィーンゴールヴと名付けられた[3]。
- アルファズル（万物の父。オーディン）はまたヴァルファズル（戦死者の父）とも呼ばれる。それは、戦死者が1人残らず彼の養子となるからだ。オーディンは彼らをヴァルハラとヴィーンゴールヴに送る。彼らはそこでエインヘリャル（エインヘルヤル）と呼ばれる[4]。